# Mičovice
Mičovice är en ort i Tjeckien.   Den ligger i regionen Södra Böhmen, i den sydvästra delen av landet, 120 km söder om huvudstaden Prag. Mičovice ligger 579 meter över havet och antalet invånare är 312.
Terrängen runt Mičovice är huvudsakligen kuperad, men åt nordost är den platt. Runt Mičovice är det glesbefolkat, med 14 invånare per kvadratkilometer. Närmaste större samhälle är Prachatice, 9,8 km väster om Mičovice. I omgivningarna runt Mičovice växer i huvudsak blandskog.